# 3587 Descartes
För andra betydelser, se Descartes (olika betydelser).
3587 Descartes eller 1981 RK5 är en asteroid i huvudbältet som upptäcktes den 8 september 1981 av den sovjetisk-ryska astronomen Ljudmila Zjuravljova vid Krims astrofysiska observatorium på Krim. Den har fått sitt namn efter den franske matematikern och filosofen René Descartes.
Asteroiden har en diameter på ungefär 14 kilometer.